# Leie (departement)
Het Leiedepartement (département de la Lys) was een Frans departement in de Nederlanden, genoemd naar de rivier de Leie.

## Instelling
Het departement werd gevormd in 1795 bij de annexatie van de Zuidelijke Nederlanden en de westelijke Rijnoever.
Voor de Franse bezetting bestond het gebied uit twee territoria:
- het graafschap Vlaanderen (westelijk deel)
- de zelfstandige staten van West-Vlaanderen, een klein gebied dat door Frankrijk aan de keizer was teruggegeven en dat (nog) niet opnieuw in het graafschap geïntegreerd was; dit West-Vlaanderen was vijf jaar eerder ook een van de stichtende staten geweest van de Verenigde Nederlandse Staten.

## Bestuurlijke indeling
De hoofdstad van het departement was Brugge. Het was ingedeeld in de volgende arrondissementen en kantons:
- arrondissement Brugge, kantons: Ardooie, Brugge, Gistel, Oostende, Ruiselede, Tielt en Torhout
- arrondissement Kortrijk, kantons: Avelgem, Harelbeke, Ingelmunster, Kortrijk, Menen, Meulebeke, Moorsele (Wevelgem), Oostrozebeke en Roeselare
- arrondissement Veurne, kantons: Diksmuide, Haringe (gemeenten Haringe, Beveren, Krombeke, Proven, Stavele, Watou, Westvleteren), Nieuwpoort en Veurne
- arrondissement Ieper, kantons: Dikkebus (gemeenten Dikkebus, Reningelst, Vlamertinge, Voormezele, Westouter), Elverdinge (gemeenten Elverdinge, Bikschote, Boezinge, Brielen, Noordschote, Oostvleteren, Reninge, Woesten, Zuidschote), Hooglede, Mesen, Passendale, Poperinge, Wervik en Ieper.

## Prefect
1800-1804: Justin de Viry
1804-1810: Bernard-François de Chauvelin
1810-1811: Pietro Arborio
1811-1814: Jean-François Soult

## Opheffing
Na de nederlaag van Napoleon in 1814 werd het departement krachtens de grondwet van 24 augustus 1815 omgezet in de provincie West-Vlaanderen van het Verenigd Koninkrijk der Nederlanden.
Deux-Nèthes · Dyle · Escaut · Forêts · Jemappes · Lys · Meuse-Inférieure · Ourthe · Sambre-et-Meuse
- Virtual International Authority File: 907144783112959045430